# Euparkerella
Euparkerella is een geslacht van kikkers uit de familie Strabomantidae. De groep werd voor het eerst wetenschappelijk gepubliceerd door Ivor Griffiths in 1959.
Er zijn vijf soorten, inclusief de pas in 2015 beschreven soort Euparkerella cryptica. De soorten voor in Espírito Santo en Rio de Janeiro in Brazilië waarvan enkele endemisch in bepaalde gebieden. Alle soorten leven langs de Atlantische kust.
De verschillende soorten blijven klein en worden enkele centimeters lang, ze leven op de bodem van bossen.

## Soorten
Geslacht Euparkerella
- Soort Euparkerella brasiliensis
- Soort Euparkerella cochranae
- Soort Euparkerella cryptica
- Soort Euparkerella robusta
- Soort Euparkerella tridactyla

Bahius ·
Barycholos ·
Bryophryne ·
Euparkerella ·
Holoaden ·
Microkayla ·
Noblella ·
Psychrophrynella ·
Qosqophryne